# 伊里昂縣 (德克薩斯州)
伊里昂縣（英語：Irion County）位美國德克薩斯州中部偏西南的一個縣。面積2,724平方公里。根据美國2000年人口普查，共有人口1,771人。縣治默岑（Mertzon）。
成立於1889年3月7日，縣政府成立於4月16日。縣名紀念德克薩斯共和國國務卿羅伯特·安德森·伊里昂。